# Louis Carrion
Louis Carrion of Ludovicus Carrio Brugensis (Brugge, ca. 1547 – Leuven 23 juni 1595) was een latinist en een rechtsgeleerde in de zestiende eeuw.

## Levensloop
Louis Carrion was de zoon van een Spaanse vader en een Duitse moeder. Hij begon met universitaire studies in Leuven aan het Collegium Trilingue waar hij wellicht de jaargenoot was van Justus Lipsius. Hij leerde Latijn bij Cornelius Valerius en Grieks bij Theodoricus Langius. Vervolgens behaalde hij het licentiaat in beide rechten. Hij studeerde verder in Keulen en vervolgens in Parijs. In die stad werd hij bevriend met een hele reeks wetenschappers en geleerden. Onder hen bevond zich de gezant Ogier Ghislain de Busbecque (1522-1591) van wie hij de reisverhalen zou publiceren.
Na een terugkeer in Vlaanderen, trok hij naar Bourges waar hij jurisprudentie doceerde. Vervolgens doceerde hij in Orleans, om uiteindelijk in 1586 weer naar Leuven te verhuizen en er buitengewoon hoogleraar in burgerlijk recht te worden. Hij werd toen ook doctor in beide rechten. Hetzelfde jaar werd hij regius professor, met als opdracht de Institutiones van Justinianus I uit te leggen. Ook nog dat jaar werd hij directeur van het Sint-Ivo College, voorbehouden aan studenten in de rechten. In 1589 werd hem de leerstoel Romeins recht toevertrouwd. In 1591 werd hij rector van de universiteit.
Louis Carrion was op een niet nader bepaalde datum priester gewijd. Hij werd kanunnik van het Sint-Pieterskapittel in Leuven, kanunnik van de kathedraal van Saint-Omer en van de Saint-Germainkerk in Bergen.
Naast zijn leeropdrachten was Carrion ook een actieve uitgever van teksten. Hij was pas twintig, of zelfs nog niet, toen hij zijn eerste boek uitgaf, de Argonautica van Valerius Flaccus. Hij redde aldus latijnse teksten uit de vergetelheid en voorzag ze van geleerde commentaren. Hij was omtrent de vijftig toen hij stierf.
Er was ook nog een Franciscus Carrio Brugensis, tijdgenoot van Ludovicus, wellicht zijn broer of neef, die in Saint-Ghislain (Henegouwen) leraar Grieks was.

## Publicaties
- Valerius Flaccus, Argonauticôn, Antwerpen, Plantijn, 1565 en 1566
- C. Sallustii Crispi quae supersunt opera. Conivratio catilinae. Bellum iugurthinum. Historiarum libri a Ludovico Carrione collecti & restituti, Antwerpen, Plantijn, 1573
- Cassiodorus, Antiquarum lectionum commentarii tres, in quibus varia scriptorum veterum loca supplentur, corrigentur et illustrantur, Antwerpen, Plantijn, 1576
- Magni Aurei. Cassiodori de orthographia liber, Antwerpen, Plantijn, 1579
- C. Sallustii Crispi. Opera quæ extant, Antwerpen, Plantijn, 1579, 3 vol.
- Itinerarium Constantinopolitanum et Amasian, Antwerpen, 1582 (Relaas van de eerste reis van Busbecque naar Constantinopel).
- Emendationum et observationum libri duo, Parijs 1583
- Censorinus, De die natali, Parijs, 1583
- Aulus Gellius, Noctes Atticæ : quas nunc primum a magno mendor, Parijs, 1585